# Shenay Perry
Shenay Perry (Washington, 6 juli 1984) is een voormalig tennisspeelster uit de Verenigde Staten van Amerika. Op haar vierde begon zij met tennis, toen haar vader haar liet tennissen op een baan in de buurt. Haar vader, destijds brandweerman, was haar eerste tenniscoach. Op elfjarige leeftijd verhuisde haar familie naar Florida, opdat Perry daar bij een van de bekende tennisacademies kon trainen. Haar favoriete ondergrond is hardcourt. Zij speelt rechtshandig en heeft een enkelhandige backhand. Zij was actief in het proftennis van 2000 tot en met 2010.

## Loopbaan

### Enkelspel
Perry debuteerde in 2000 op het ITF-toernooi van Boca Raton (VS). Zij stond in 2003 voor het eerst in een finale, op het ITF-toernooi van Saint Paul (VS) – hier veroverde zij haar eerste titel, door de Venezolaanse María Vento-Kabchi te verslaan. In totaal won zij negen ITF-titels, de laatste in 2009 in Albuquerque (VS).
In 2003 speelde Perry voor het eerst op een WTA-hoofdtoernooi, op het toernooi van Sarasota. Haar beste resultaat op de WTA-toernooien is het bereiken van de kwartfinale (driemaal, in de periode 2004–2006).
Haar beste resultaat op de grandslamtoernooien is het bereiken van de vierde ronde, op Wimbledon 2006. Haar hoogste notering op de WTA-ranglijst is de 40e plaats, die zij bereikte in augustus 2006.

### Dubbelspel
Perry was in het dubbelspel minder actief dan in het enkelspel. Zij debuteerde in 2000 op het ITF-toernooi van Jackson (VS), samen met de Joegoslavische Višnja Vuletić. Zij stond in 2001 voor het eerst in een finale, op het ITF-toernooi van Aventura (VS), samen met landgenote Milangela Morales – hier veroverde zij haar eerste titel, doordat hun finaletegenstandsters verstek lieten gaan. In totaal won zij zeven ITF-titels, de laatste in 2008 in Midland (VS).
In 2003 speelde Perry voor het eerst op een WTA-hoofdtoernooi, op het toernooi van Philadelphia, samen met landgenote Angela Haynes. Haar beste resultaat op de WTA-toernooien is het bereiken van de halve finale, op het toernooi van Memphis in 2010, samen met landgenote Melanie Oudin.
Haar beste resultaat op de grandslamtoernooien is het bereiken van de tweede ronde. Haar hoogste notering op de WTA-ranglijst is de 97e plaats, die zij bereikte in december 2003.

## Posities op deWTA-ranglijst
Positie per einde seizoen:
| jaartal | ranking enkelspel | ranking dubbelspel |
| ------- | ----------------- | ------------------ |
| 2000    | 813               | 740                |
| 2001    | 610               | 387                |
| 2002    | 268               | 279                |
| 2003    | 143               | 105                |
| 2004    | 69                | 212                |
| 2005    | 112               | –                  |
| 2006    | 43                | 326                |
| 2007    | 216               | –                  |
| 2008    | 238               | 186                |
| 2009    | 115               | 219                |
| 2010    | 190               | 203                |

## Palmares

### Gewonnen ITF-toernooien enkelspel
| nr. | finaledatum | toernooi      | dotatie | ondergrond    | tegenstandster in finale | score         |
| --- | ----------- | ------------- | ------- | ------------- | ------------------------ | ------------- |
| 1.  | 2003-03-02  | Saint Paul    | $50.000 | hardcourt     | María Vento-Kabchi       | 6-2, 6-4      |
| 2.  | 2003-07-06  | Los Gatos     | $50.000 | hardcourt     | Amber Liu                | 6-0, 7-5      |
| 3.  | 2004-10-03  | Troy          | $50.000 | hardcourt     | María Emilia Salerni     | 6-2, 6-2      |
| 4.  | 2004-10-24  | Cary          | $50.000 | hardcourt     | Kelly McCain             | 4-6, 6-4, 7-5 |
| 5.  | 2004-11-14  | Pittsburgh    | $50.000 | hardcourt (i) | Sofia Arvidsson          | 6-2, 6-1      |
| 6.  | 2006-03-05  | Las Vegas     | $75.000 | hardcourt     | Emma Laine               | 6-1, 6-4      |
| 7.  | 2008-10-19  | Lawrenceville | $50.000 | hardcourt     | Julie Ditty              | 6-1, 6-3      |
| 8.  | 2009-04-26  | Dothan        | $75.000 | gravel        | Carly Gullickson         | 4-6, 6-1, 6-3 |
| 9.  | 2009-09-27  | Albuquerque   | $75.000 | hardcourt     | Barbora Strýcová         | 7-5, 6-2      |

### Gewonnen ITF-toernooien dubbelspel
| nr. | finaledatum | toernooi  | ondergrond | partner               | tegenstandsters in finale             | score            |
| --- | ----------- | --------- | ---------- | --------------------- | ------------------------------------- | ---------------- |
| 1.  | 2001-10-07  | Aventura  | gravel     | Milangela Morales     | Jekaterina Afinogenova Neyssa Etienne | walk-over        |
| 2.  | 2003-01-26  | Fullerton | hardcourt  | Bethanie Mattek-Sands | Anousjka van Exel Elizabeth Schmidt   | 6-3, 6-2         |
| 3.  | 2003-10-05  | Troy      | hardcourt  | Bethanie Mattek-Sands | Lindsay Lee-Waters Petra Rampre       | 6-2, 2-6, 6-4    |
| 4.  | 2003-11-16  | Eugene    | hardcourt  | Teryn Ashley          | Alina Zjidkova Tatjana Poetsjek       | 3-6, 6-2, 6-4    |
| 5.  | 2008-01-19  | Surprise  | hardcourt  | Carly Gullickson      | Maria Fernanda Alves Betina Jozami    | 6-4, 7-5         |
| 6.  | 2008-02-02  | La Quinta | hardcourt  | Carly Gullickson      | Angelika Bachmann Tetiana Luzhanska   | 6-1, 6-4         |
| 7.  | 2008-02-10  | Midland   | hardcourt  | Ashley Harkleroad     | Surina de Beer Rika Fujiwara          | 3-6, 6-4, [10-6] |

## Resultaten grandslamtoernooien
| Legenda | Legenda                          |
| ------- | -------------------------------- |
| g.t.    | geen toernooi gehouden           |
| l.c.    | lagere categorie                 |
| –       | niet deelgenomen                 |
| G       | uitgeschakeld in de groepsfase   |
| 1R      | uitgeschakeld in de eerste ronde |
| 2R      | uitgeschakeld in de tweede ronde |
| 3R      | uitgeschakeld in de derde ronde  |
| 4R      | uitgeschakeld in de vierde ronde |
| KF      | uitgeschakeld in de kwartfinale  |
| HF      | uitgeschakeld in de halve finale |
| F       | de finale verloren               |
| W       | het toernooi gewonnen            |
| w-v     | winst/verlies-balans             |

### Enkelspel
| Toernooi        | 2003 | 2004 | 2005 | 2006 | 2007 | 2008 | 2009 | 2010 | w-v |
| --------------- | ---- | ---- | ---- | ---- | ---- | ---- | ---- | ---- | --- |
| Australian Open | –    | 1R   | –    | 1R   | 1R   | –    | –    | 1R   | 0-4 |
| Roland Garros   | –    | 2R   | 1R   | 3R   | 2R   | –    | –    | 1R   | 4-5 |
| Wimbledon       | –    | 1R   | 3R   | 4R   | 1R   | –    | –    | 2R   | 6-5 |
| US Open         | 1R   | 1R   | 2R   | 1R   | –    | 1R   | 2R   | –    | 2-6 |

### Vrouwendubbelspel
| Toernooi        | 2003 | 2004 |    | 2006 | 2007 | 2008 | 2009 | 2010 | w-v |
| --------------- | ---- | ---- | -- | ---- | ---- | ---- | ---- | ---- | --- |
| Australian Open | –    | 1R   | –  | 2R   | –    | –    | 2R   | 2-3  |     |
| Roland Garros   | –    | 1R   | 1R | 2R   | –    | –    | –    | 1-3  |     |
| Wimbledon       | –    | 1R   | 1R | –    | –    | –    | –    | 0-2  |     |
| US Open         | 2R   | 1R   | –  | –    | 1R   | 1R   | –    | 1-4  |     |

### Gemengd dubbelspel
| Toernooi        | 2005 | 2006 |    | 2009 | w-v |
| --------------- | ---- | ---- | -- | ---- | --- |
| Australian Open | –    | –    | –  | 0-0  |     |
| Roland Garros   | –    | –    | –  | 0-0  |     |
| Wimbledon       | –    | –    | –  | 0-0  |     |
| US Open         | 1R   | 1R   | 1R | 0-3  |     |